# Thành Côn
Thành Côn hoặc Thành Khôn, (chữ Hán: 成昆) ngoại hiệu là Hỗn Nguyên Phích Lịch Thủ, là một nhân vật trong tác phẩm Ỷ Thiên Đồ Long ký của nhà văn Kim Dung.

## Cuộc tình với Dương phu nhân
Dương Đỉnh Thiên là giáo chủ Minh Giáo đời thứ 33. Dương phu nhân là vợ của Dương Đỉnh Thiên, cũng là sư muội đồng môn thuở trước của Thành Côn. Huynh muội hai người vốn là thanh mai trúc mã. Tuy nhiên Dương phu nhân và Thành Côn không đến được với nhau, nguyên do là vì Dương phu nhân đã được cha mẹ mai mối cho Dương Đỉnh Thiên. Tuy Dương phu nhân và Dương Đỉnh Thiên là vợ chồng nhưng Dương phu nhân ngày đêm vẫn hằng tơ tưởng đến sư huynh là Thành Côn.
Trên Quang Minh đỉnh có một đường hầm bí mật chỉ có Giáo chủ Minh giáo mới được vào, Dương phu nhân biết đường hầm này, lén cho Thành Côn biết, cả hai cùng vào đường hầm bí mật tình tự, không ngờ rằng đây cũng là nơi Dương Đỉnh Thiên thường hay lui tới để luyện tập võ công.
Trong một lần Dương Đỉnh Thiên đang luyện tâm pháp Càn Khôn Đại Na Di đến bước quan trọng thì bắt gặp Dương phu nhân cùng Thành Côn đang lén lút trong mật đạo. Dương Đỉnh Thiên tức giận khiến cho khí huyết trào ngược, tẩu hỏa nhập ma đến chảy máu mắt, ông cố gắng viết một bức di ngôn rồi quy tiên. Dương phu nhân thấy tình cảnh ấy, cảm thấy hối hận nên tự sát theo. Thành Côn từ đó thù hận Minh Giáo và lập lời thề tiêu diệt toàn bộ Minh Giáo.